# Tatort: Land in dieser Zeit
Land in dieser Zeit ist ein Fernsehfilm aus der Krimireihe Tatort. Der vom Hessischen Rundfunk produzierte Beitrag ist die 1006. Tatort-Episode und wurde am 8. Januar 2017 im Ersten und im SRF 1 erstgesendet. Das Frankfurter Ermittlerduo Janneke und Brix ermittelt seinen fünften Fall.

## Handlung
In einem ausgebrannten Friseursalon wird am späten Abend die Leiche der Auszubildenden Melanie Elvering gefunden. Vor dem Laden wurde „Kill all Nazis“ auf den Boden geschrieben. Rosi Grüneklee, die Besitzerin des Salons, kann sich nicht erklären, warum sich das  Mädchen so spät noch dort aufgehalten hatte. Unklar ist, ob der Anschlag dem Laden oder Melanie gegolten hat. Anna Janneke und Paul Brix ermitteln, dass Melanie kurz vor dem mutmaßlichen Brandanschlag eine heftige Auseinandersetzung mit einem afrikanischen Drogendealer hatte. Janneke und Brix gelingt es, in der Nähe des Salons den senegalesischen Flüchtling Aliou festzunehmen. Dann stellt sich allerdings heraus, dass nicht Melanie, sondern deren Kollegin Vera diejenige gewesen war, die den Streit ausgetragen hatte.
Als auf der Flasche des Brandsatzes ein Fingerabdruck Alious gefunden wird, scheint der Fall klar zu sein. Doch vor allem Janneke ist nach wie vor skeptisch. Bei der Überprüfung des Umfeldes stellt sich heraus, dass Vera, Veras Vermieterin Juliane Kronfels und Margaux Brettner, die gegenüber dem Tatort einen Kiosk betreibt, offenbar befreundet sind und gemeinsam in einem Chor singen. Sie gehören einer nationalistischen kulturrassistischen Gruppierung an. Vera verkehrt zudem regelmäßig in einem Club, der vor allem von Rechtsradikalen besucht wird. Durch die Bilder einer Überwachungskamera wird Aliou entlastet und schließlich wieder aus der Haft entlassen.
Janneke und Brix verfolgen nun die Spur, die zu Vera und ihren Freundinnen führt. Sie finden heraus, dass Vera von Juliane Kronfels und Margaux Brettner genötigt wurde, den Friseursalon anzuzünden, unwissend darüber, dass sich ihre gute Freundin Melanie in diesem Moment im Salon befand. Weil Vera sich den Plänen und Machenschaften der Frauen aber nicht mehr fügen will, verübt sie einen zweiten Brandanschlag, diesmal auf den Kiosk des Onkels von Margaux Brettner. Sie stirbt, als sie stark alkoholisiert am Ufer des Mains in den Main fällt und ertrinkt. Da Kronfels und Brettner nicht eindeutig nachgewiesen werden kann, dass sie eine Mitschuld an der Brandstiftung am Friseursalon tragen, werden die Ermittlungen zum Fall vorerst eingestellt. Kronfels empfängt unterdessen zielsicher Veras Nachmieterin, welche womöglich eine Undercover-Ermittlerin ist.

## Hintergrund
Der Film wurde vom 8. März 2016 bis zum 12. April 2016 in Frankfurt gedreht.

## Rezeption

### Kritiken
„Überhaupt: Am Ende bleibt auch der Plot, an dem immerhin drei Drehbuchautoren beteiligt waren […], ein einziger Scherbenhaufen. Und als hätten die Verantwortlichen Angst vor der eigenen Courage, den Zuschauer im Sprachdurcheinander allein zu lassen, wird noch mal ganz schlicht an der Dramatisierungs- und Deutungsschraube gedreht. Man hatte wohl Sorge, dass schlichtere Zuschauer nicht kapieren, wer hier die Guten und wer die Bösen sind. Hätte gar nicht Not getan. Als Querschlägerkrimi im 'Nafri'-Deutschland tut dieser 'Tatort' so oder so seine Wirkung.“

„Dass die trübe Brühe nicht nur in den Schädelwannen kahlrasierter Zellhaufen vor sich hinwabert: Diese nicht sehr neue Erkenntnis wird in "Land in dieser Zeit" mühevoll umtanzt. Was die jungen Frauen allerdings so ruiniert hat, bleibt im Dunkeln und kann kaum aufgelöst werden, weil der Film von Regisseur Markus Imboden (und einer ganzen Staffel von Autoren) sich in Eigenartigkeiten und Wortwitzchen verliert. Während alles in Trümmern liegt, liest man im Kommissariat Gedichte. […] Und natürlich trägt der neue Chef sie vor, am erwartbaren Ende dieses rettungslosen Tohuwaboobabas.“

„In diesem Frankfurter „Tatort“ sind alle Zutaten vorhanden für ein aufwühlendes Drama um Rassismus und Ausländerkriminalität. Doch „Land in dieser Zeit“ ist kein klassischer Themen-Film, allerdings auch kein hochspannender Krimi. Dafür überrascht der HR mit einem poetischen Zugang, mit Volksliedern und Ernst Jandl. Toll: Ein lyrischer „Tatort“, der über das Spiel mit Sprache zur Reflexion über den Zustand der Republik einlädt. […].“

### Einschaltquoten
Die Erstausstrahlung von Land in dieser Zeit am 8. Januar 2017 wurde in Deutschland von 8,33 Millionen Zuschauern gesehen und erreichte einen Marktanteil von 19,4 % für Das Erste. In der Schweiz wurde der Tatort auf SRF 1 von 395.000 Zuschauern geschaut und erreichte einen Marktanteil von 20,1 %.